# Diocesi di Enera
La diocesi di Enera (in latino Dioecesis Enerensis) è una sede soppressa e sede titolare della Chiesa cattolica.

## Storia
Enera, nell'odierna Algeria, è un'antica sede episcopale della provincia romana di Numidia.
Unico vescovo conosciuto di questa sede è il cattolico Massimino, episcopus plebis Enerensis, che partecipò nel 411 alla conferenza di Cartagine, che vide riuniti assieme i vescovi cattolici e donatisti dell'Africa romana. Massimino dichiarò che non c'era alcun vescovo donatista nella sua diocesi. Lo corresse Quodvultdeus, vescovo di sede sconosciuta (forse Voli), dichiarando che la diocesi aveva un vescovo donatista, che tuttavia non poté essere presente perché ammalato. Secondo Mandouze è ignota la provincia di appartenenza di questa sede Enerensis.
Da parte sua Mesnage ritiene che Enerensis sia un termine corrotto dalla trasmissione testuale per Ucrensis, ossia la diocesi di Ucres, a cui assegna il vescovo Massimino. Quest'ipotesi sembra smentita dagli atti della conferenza, alla quale prese parte il donatista Vitale, episcopus Ucrensis, senza rivale cattolico.
Dal 1989 Enera è annoverata tra le sedi vescovili titolari della Chiesa cattolica; dall'8 settembre 2023 il vescovo titolare è Tomás González González, vescovo ausiliare di San Juan.

## Cronotassi

### Vescovi
- Massimino † (menzionato nel 411)

### Vescovi titolari
- Raúl Omar Rossi † (20 maggio 1992 - 22 febbraio 2000 nominato vescovo di San Martín)
- Arthur Joseph Serratelli (3 luglio 2000 - 1º giugno 2004 nominato vescovo di Paterson)
- Dennis Joseph Sullivan (28 giugno 2004 - 8 gennaio 2013 nominato vescovo di Camden)
- José Aparecido Gonçalves de Almeida (8 maggio 2013 - 13 luglio 2023 nominato vescovo di Itumbiara)
- Tomás González González, dall'8 settembre 2023